# Maytenus procumbens
Maytenus procumbens là một loài thực vật có hoa trong họ Dây gối. Loài này được (L. f.) Loes. mô tả khoa học đầu tiên năm 1952.

## Hình ảnh

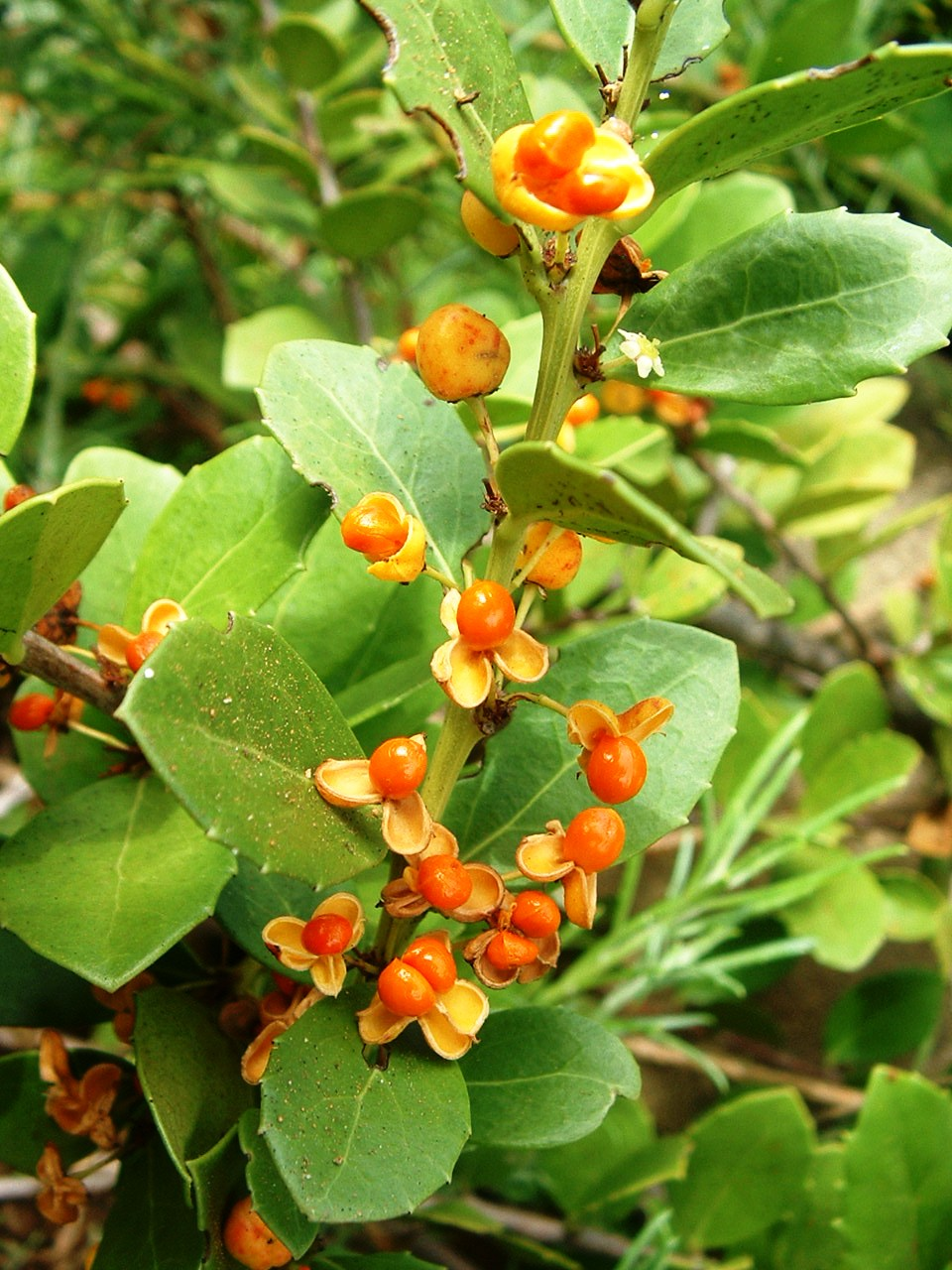